# Wappen Armeniens
Das Gesetz „Über das Staatswappen der Republik Armenien“ wurde am 19. April 1992 durch den Obersten Sowjet der Republik Armenien verabschiedet. Damit wurde eine leicht geänderte Version des Staatswappens der Demokratischen Republik Armenien (1918–1922) wiedereingeführt. Es wurde vom Architekten Alexander Tamanjan und dem Künstler Hakob Kodschojan geschaffen.

## Symbole und Bedeutung
Das armenische Wappen ist viergeteilt in rot und blau und zeigt die Wappen der vier armenischen Königshäuser Artaschesian, Arschakuni, Bagratuni und Rubinian (Königreich Kleinarmenien).
Auf einem goldenen Mittelschild enthält es den Berg Ararat, auf dem die Konturen der Arche Noah dargestellt sind. Links (heraldisch rechts) findet sich ein goldener Adler und rechts (heraldisch links) ein goldener Löwe, als Wappenhalter den Schild haltend und beide widersehend. Sie sind Symbole der armenisch-apostolischen Kirche sowie des Königshauses der Bagratiden und stehen für Geisteskraft und Macht, Standhaftigkeit und Mut. Ferner zieren das Wappen ein aufgerichtetes goldenes Schwert mit überlegter gebrochener Kette als Symbol des Kampfes des armenischen Volkes um Freiheit und Unabhängigkeit, sowie unter dem Schild gekreuzt in Gold ein Ährenbündel und ein Zweig als Symbole von Kreativität und Friedfertigkeit.

## Historische Wappen
Die Symbole der früheren Version des Wappens, das von der Demokratischen Republik Armenien zwischen 1918 und 1922 verwendet wurde, waren in einer etwas anderen Reihenfolge angeordnet, und die Wappenhalter, der Adler und der Löwe, zeigten ihre Zunge. Nur der Berg Ararat, zusammen mit dem sogenannten Kleinen Ararat, waren abgebildet, während die Arche Noah im früheren Wappen noch fehlte.
1922 wurde Armenien mit Georgien und Aserbaidschan in die Transkaukasische SFSR aufgenommen, deren Regierung ein neues Wappen annahm, siehe Wappen der Transkaukasischen SFSR. Es enthält Symbolik mit Bezug auf jede der drei großen Bevölkerungsgruppen, den Armeniern, den Aseriern und den Georgiern.
Nach dem Ende der Transkaukasischen SFSR wurde 1936 von der nun gegründeten Armenischen SSR ein neues Wappen angenommen, siehe Wappen der Armenischen SSR. Wie schon im Wappen der ersten unabhängigen armenischen Republik war auch hier der Berg Ararat abgebildet, zusammen mit dem sowjetischen Hammer, der Sichel und dem roten Stern, die prominent oberhalb des Ararat platziert waren. Im Zuge des Zerfalls der Sowjetunion wurde Armenien erneut eine unabhängige Republik, die 1992 eine leicht modifizierte Version des Wappens der ersten Republik verabschiedete. Dieses Wappen wurde bis heute beibehalten.

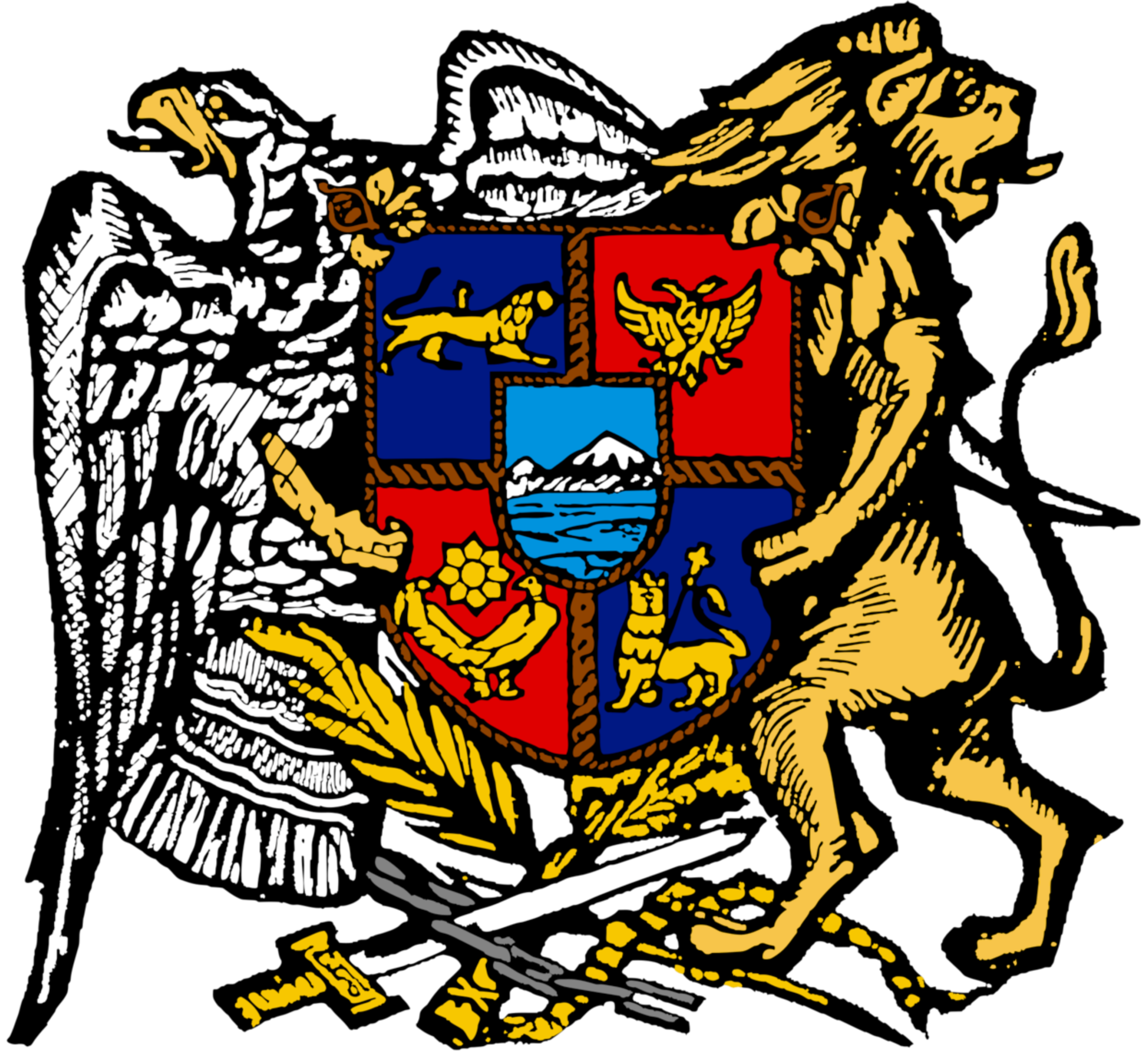
Das Wappen der Demokratischen Republik Armenien 1918 – 1922.
Das Wappen der Transkaukasischen SFSR 1922 – 1936.
Das Wappen der Armenischen SSR und (kurzzeitig) der Republik Armenien 1936 – 1992.